# Wilhelm Batz
Wilhelm Batz (ur. 21 maja 1916 w Bambergu, zm. 11 września 1988 w Mauschendorf w Dolnej Frankoni) – niemiecki pilot myśliwski. 1 listopada 1935 wstąpił do Luftwaffe. Po zakończeniu szkolenia został przeniesiony do szkolnictwa w Bad Aibing. Do końca 1942 roku znajdował się w jednostce zapasowej JG 52 2./ErgGr „Ost”. 1 lutego 1943 został adiutantem II./JG 52. Pierwszym zestrzelonym samolotem był ŁaGG-3 11 marca 1943. W maju 1943 został mianowany dowódcą 5./JG 52. Znaczące sukcesy zaczął odnosić po Bitwie pod Kurskiem. Do końca listopada 1943 roku zestrzelił 50 samolotów radzieckich. W marcu 1944 roku odniósł 101 zwycięstwo powietrzne. 26 marca 1944 roku został odznaczony Krzyżem Rycerskim Krzyża Żelaznego, a 20 lipca Liśćmi Dębowymi. W lipcu 1944 nad Rumunią zestrzelił samolot B-24 i 2 myśliwce P-51B Mustang. Zestrzelił 237 samolotów w 445 lotach bojowych. Po wojnie odszedł ze służby. W 1955 roku powrócił do służby w zachodnioniemieckiej Bundeswehrze. Służył w niej do przejścia na emeryturę w 1972 roku.

## Odznaczenia
- Krzyż Rycerski Krzyża Żelaznego z Liśćmi Dębu i Mieczami
  - Krzyż Rycerski – 26 marca 1944
  - Liście Dębu (nr 526) – 20 lipca 1944
  - Miecze (nr 145) – 21 kwietnia 1945
- Krzyż Niemiecki w Złocie – 28 stycznia 1944
- Krzyż Żelazny I Klasy – 1 maja 1943
- Krzyż Żelazny II Klasy – 11 marca 1943
- Srebrna Odznaka za Rany